# Angasimá
Angasimá (también escrito Angasima, Angasimá-tepui o Tepuy Angasimá) es una meseta con caídas abruptas llamada Tepuy que pertenece al país suramericano de Venezuela. Esta alcanza unos 2250 metros sobre el nivel del mar. Administrativamente hace parte del Municipio Gran Sabana, del Estado Bolívar.
Se destaca en la cima del tepuy una especie de planta denominada «Heliamphora sp. 'Angasima Tepui'» donde crece en altitudes de entre 2200 y 2250 m